# Pristimantis epacrus
Espèce
Synonymes
- Eleutherodactylus epacrus Lynch & Suarez, 2000

Statut de conservation UICN

 LC  : Préoccupation mineure
Pristimantis epacrus est une espèce d'amphibiens de la famille des Craugastoridae.

## Répartition
Cette espèce est endémique du département de Caquetá en Colombie. Elle se rencontre dans la municipalité de Florencia entre 740 et 1 660 m d'altitude sur le versant Est de la cordillère Orientale.

## Description
Les mâles mesurent de 21,6 à 27,3 mm et les femelles de 33,3 à 44,7 mm.

## Publication originale
- Lynch & Suárez-Mayorga, 2000 : A new frog (Eleutherodactylus: Leptodactylidae) from the southern part of the Cordillera Oriental of Colombia. Revista de la Academia Colombiana de Ciencias Exactas Fisicas y Naturales, vol. 24, no 91, p. 289-293 (texte intégral).